# Ungarische Badmintonmeisterschaft 1975
Die Ungarische Badmintonmeisterschaft 1975 fand vom 24. bis zum 25. Mai 1975 in Szolnok statt.

## Die Sieger und Platzierten
| Disziplin    | Gold                         | Silber                      | Bronze                        |
| ------------ | ---------------------------- | --------------------------- | ----------------------------- |
| Herreneinzel | István Englert               | Ferenc Rolek                | János Cserni                  |
| Herreneinzel | István Englert               | Ferenc Rolek                | József Papp                   |
| Dameneinzel  | Erzsébet Németh              | Éva Cserni                  | Ildikó Szabó                  |
| Dameneinzel  | Erzsébet Németh              | Éva Cserni                  | Erzsébet Wolf                 |
| Herrendoppel | János Cserni László Rammer   | József Papp István Englert  | Imre Bereknyei András Édes    |
| Herrendoppel | János Cserni László Rammer   | József Papp István Englert  | Béla Jankovich Ferenc Rolek   |
| Damendoppel  | Erzsébet Németh Ildikó Szabó | Éva Pozsik Éva Cserni       | Andrea Legerszki Zsuzsa David |
| Damendoppel  | Erzsébet Németh Ildikó Szabó | Éva Pozsik Éva Cserni       | Katalin Farkas Éva Dargai     |
| Mixed        | János Cserni Éva Cserni      | József Papp Erzsébet Németh | András Édes Erzsébet Wolf     |
| Mixed        | János Cserni Éva Cserni      | József Papp Erzsébet Németh | Imre Bereknyei Zsuzsa Gláser  |